# Гокиели, Елена Степановна
Елена Степановна Гокиели (25 августа 1918, Тифлис — 31 декабря 1992, Тбилиси) — советская легкоатлетка (Бег с барьерами, прыжок в длину, бег на короткие дистанции, эстафетный бег), чемпионка и призёр чемпионатов СССР, рекордсмен СССР, призёр чемпионатов Европы, участница летних Олимпийских игр 1952 года в Хельсинки, Заслуженный мастер спорта СССР (1946), Заслуженный тренер СССР (1971).
Выступала за клуб «Динамо» (Тбилиси).

## Биография
Родилась 25 августа 1918 года в Тифлисе.
В 1938 году окончила Закавказский институт путей сообщения по специальности «Мосты и тоннели», в 1956 году — Государственный институт физической культуры.
Автор 51 рекорда Грузинской ССР и Закавказья в спринте, барьерном беге, прыжках в длину.
На чемпионате Европы 1946 года в Осло завоевала серебряную медаль в беге на 80 метров с барьерами и бронзовую — в эстафете 4×100 метров (48,7 — рекорд СССР). На чемпионате Европы 1950 года в Брюсселе стала бронзовым призёром в эстафете 4×100 метров. На Олимпийских играх 1952 года в Хельсинки выступала в соревнованиях по бегу на 80 метров с барьерами и выбыла из борьбы на стадии полуфинальных забегов.
Работала тренером по легкой атлетике.
Скончалась 31 декабря 1992 год в Тбилиси. Похоронена на Сабурталинском кладбище.

### Семья
Была замужем, сын Гурам Гвинчидзе (1937 г.р.), легкоатлет.

## Спортивные результаты
- Чемпионат СССР по лёгкой атлетике 1944 года:
  - Бег на 80 метров с барьерами —  (12,0);
  - Прыжок в длину —  (5,46);
- Чемпионат СССР по лёгкой атлетике 1945 года:
  - Бег на 100 метров —  (12,5);
  - Бег на 80 метров с барьерами —  (11,7);
  - Прыжок в длину —  (5,54);
- Чемпионат СССР по лёгкой атлетике 1946 года:
  - Бег на 80 метров с барьерами —  (11,8);
- Чемпионат СССР по лёгкой атлетике 1947 года:
  - Бег на 80 метров с барьерами —  (11,5);
  - Прыжок в длину —  (5,62);
- Чемпионат СССР по лёгкой атлетике 1948 года:
  - Бег на 80 метров с барьерами —  (11,7);
- Чемпионат СССР по лёгкой атлетике 1949 года:
  - Бег на 80 метров с барьерами —  (11,8);
- Чемпионат СССР по лёгкой атлетике 1950 года:
  - Бег на 80 метров с барьерами —  (11,5);
- Чемпионат СССР по лёгкой атлетике 1952 года:
  - Бег на 80 метров с барьерами —  (11,4);

## Награды
- Орден «Знак Почёта» (22.03.1936)
- Медаль «За трудовую доблесть» (27.04.1957) — «за успехи, достигнутые в деле развития массового физкультурного движения в стране, повышения мастерства советских спортсменов, и успешное выступление на международных соревнованиях»
- Медаль «За трудовую доблесть» (24.02.1946)
- другие медали